# 北海道道1144号士幌上士幌线
北海道道1144号士幌上士幌线（日语：北海道道1144号士幌上士幌線）是一条连接北海道十胜综合振兴局管内的河東郡士幌町和上士幌町的普通道级道路（北海道道）。

## 道路概况
- 起点：北海道河東郡士幌町士幌
- 終点：北海道河東郡上士幌町上士幌
- 总距离：7.7千米

## 经过的自治体
- 十胜综合振兴局
  - 河東郡
    - 士幌町
    - 上士幌町

## 主要连接道路
- 国道274号（起点）
- 北海道道417号士幌停车场线（起点）
- 北海道道337号上士幌士幌音更线（上士幌町上士幌）
- 北海道道418号上士幌停车场线（终点）

## 历史
- 1996年（平成8年）2月29日 - 路線勘定（北海道告示第315号）